# 알사리 SC
알사리 SC(아랍어: نادي الصريح)는 이르비드를 연고로 하는 요르단의 축구단이다.